# Quilaphoestosus lugubris
Quilaphoestosus lugubris är en fjärilsart som beskrevs av Butler 1870. Quilaphoestosus lugubris ingår i släktet Quilaphoestosus och familjen praktfjärilar. Inga underarter finns listade.